# Erling Sørensen
Pour les articles homonymes, voir Sørensen.
Erling Walther Sørensen (né le 29 octobre 1920 à Copenhague au Danemark et mort le 10 octobre 2002) est un footballeur international danois, qui évoluait au poste de milieu de terrain.

## Biographie
Il remporte la médaille de bronze avec l'équipe du Danemark aux JO de 1948. 
Sørensen joue en amateur dans son pays (le championnat n'étant pas encore pro) avant de devenir professionnel en Italie en Serie A pendant six ans, inscrivant 48 buts en 169 matchs pour les clubs du Modena FC, de l'Udinese et de l'US Triestina Calcio.
Sørensen était connu pour sa bonne technique balle au pied et son style de jeu gracieux, se faisant donc surnommer le « maître de ballet ». 
Dans la vie civile, Sørensen travaille également à la mairie, dans un débit de tabac et dans un hôpital.

## Palmarès
- Championnat du Danemark (2) :
  - Vainqueur : 1940-1941 et 1943-1944 (Frem).